# Charles Leweck
Charles Leweck (* 19. Juli 1983) ist ein ehemaliger luxemburgischer Fußballspieler und heutiger Trainer. 

## Karriere

### Verein
Leweck entstammt der Juniorenarbeit des luxemburgischen Vereins Young Boys Diekirch. 2003 wurde er von  Etzella Ettelbrück verpflichtet und spielte dort bis 2010 in 147 Spielen, in denen er 25 Tore erzielte und 2004 Finalist im luxemburgischen Pokalbewerb war. 2010 wechselte der Mittelfeldspieler gemeinsam mit seinem Bruder Alphonse zu Jeunesse Esch. Nach nur einer Saison kehrten die Brüder 2011 zu Etzella Ettelbrück zurück.
Am letzten Spieltag der Saison 2012/13 wurde Charles Leweck im Spiel bei F91 Düdelingen bei einem Zusammenprall mit Philippe Hahm, dem Torwart seiner eigenen Mannschaft, schwer verletzt. Leweck brach sich acht Rippen, von denen eine die Lunge durchbohrte.
Im Mai 2014 wurde bekannt, dass er ab der Saison 2014/15 Spielertrainer beim FC 72 Erpeldingen wird. Dort beendete er 2019 nach dem Abstieg in die Drittklassigkeit sein Engagement an der Sauer.

### Nationalmannschaft
Von 2004 bis 2012 spielte Charles Leweck insgesamt 39 Mal für die luxemburgische A-Nationalmannschaft. Sein Debüt gab er am 18. August 2004 bei der 1:3-Niederlage gegen die Slowakei.